# Nationaal park Strzelecki
Het Nationaal park Strzelecki is een nationaal park in het zuidwesten van Flinderseiland, wat ten noordoosten ligt van Tasmanië. Het park is genoemd naar de Poolse en ontdekkingsreiziger en geoloog Paul Edmund Strzelecki, die veel in dit gebied werkzaam was.
Het park bestaat uit een kuststrook met landinwaarts enkele lage bergen met Mount Strzelecki als hoogste punt. De bodem bestaat voornamelijk uit graniet. De vegetatie in het park is redelijk uniek, omdat dit een van de weinige plaatsen is, waar de vegetatie van het vasteland van Australië voorkomt met de eilandvegetatie van Tasmanië.
Het park is toegankelijk voor bezoekers en bereikbaar met de auto. Langs de westkant van het park loopt een weg, die toegang geeft tot een parkeerplaats en een picknick- en kampeerplaats. Van hieruit zijn wandelingen te maken in het park, langs de kust en naar de top van Mount Strzelecki.
Ben Lomond · 
Cradle Mountain-Lake St Clair · 
Douglas-Apsley · 
Franklin-Gordon Wild Rivers · 
Freycinet · 
Hartz Mountains · 
Kent Group · 
Maria Island · 
Mole Creek Karst · 
Mount Field · 
Mount William · 
Narawntapu · 
Rocky Cape · 
Savage River · 
South Bruny · 
Southwest · 
Strzelecki · 
Tasman · 
Walls of Jerusalem
Nationale parken in: AUS · NSW · NT · QLD · SA · TAS · VIC · WA